# Martin Kirketerp Ibsen
Martin Kirketerp Ibsen (Dinamarca, 13 de julho de 1982) é um velejador dinamarquês.

## Carreira
Martin Kirketerp representou seu país nos Jogos Olímpicos de 2008, na qual conquistou a medalha de ouro na classe 49er, em 2008.